# Angela Aki
Angela Aki (アンジェラ・アキ Anjera Aki?), nació el 15 de septiembre de 1977 en un pueblo (Itano) de la Prefectura de Tokushima, en la Isla de Shikoku, Japón, de padre japonés y de madre italo-norteamericana. Es cantautora y su nombre real en japonés es Aki Kiyomi (安芸 聖世美 aki kiyomi?). Su padre es Aki Kiyoshi (安藝清 aki kiyoshi?), el fundador y presidente de Aeon, una gran Eikaiwa en Japón. Tiene una hermana, Kyla Aki, un año menor que ella.
Angela Aki es completamente bilingüe, habla inglés y japonés, ya que se crio en Japón donde aprendió a tocar el piano clásico a los tres años, aunque posteriormente también estudió violín, guitarra y tambor. En 1992, a los quince años se trasladó a Hawái, donde se graduó en la escuela Iolani. Allí cambió su nombre a Angela, relegando Kiyomi a segundo nombre. Consiguió una beca de 2500 $ americanos para la universidad. 
De aquí se marchó a la Universidad George Washington, donde combinó estudios de Relaciones internacionales y Jazz. Después de ver en concierto a Sarah McLachlan, decidió convertirse en cantautora como ella. Mientras estudiaba se mantuvo activa musicalmente, actuando a menudo en una cafetería llamada Jam'n Java. Era allí donde trabajaba el productor musical Tony Alany, y colaboró con Angela produciendo el disco indies These Words, que se puso a la venta en enero de 2000. El álbum estaba compuesto por canciones en inglés y con mucha más guitarra de lo que tendrán sus trabajos posteriores. Alany y Angela estuvieron casados un tiempo tras el trabajo de producción.
Durante su estancia en Washington, fue telonera de artistas como Ricky Martin, Judy Collins y Sixpence None the Richer. Además actuó en la fiesta de Navidad de Al Gore. Se graduó en George Washington en mayo de 2000.
Angela mostró su música en directo en el Luna Park Grille en el condado de Arlington, Virginia, el 29 de noviembre de 2001 y fue acreditada como "Angela y su banda". Más tarde, aun en 2001, dio otro concierto en Washington D. C., y fue escuchada por el productor japonés de la CM "K", que le preguntó si quería cantar comercialmente, ella aceptó y a principios de 2002 editó una versión de la canción de Jimmy Scott "New Day" para Yakult 400 CM. En 2002 compuso dos canciones para "Let It Fall" de Dianne Eclar, una joven cantante pop de Filipinas.

## Biografía

### Debut Japonés
En 2005 volvió a hacer música. Para esta época, su matrimonio con Tony Alany terminó en divorcio, con una separación de ambos. Ella re-debutó en Japón bajo el sello Virgo Music, con un miniálbum llamado ONE. Esta vez, sin embargo, estaba cantado mayormente en japonés y lanzado exclusivamente para el mercado japonés.Tuvo dos singles comerciales, "Rain" y "We're all alone". Alcanzó el número 2 en el HMV Indies Chart. 
Dicho álbum llamó la atención al compositor Nobuo Uematsu, que propuso a Angela la oportunidad de cantar la canción principal del videojuego en desarrollo Final Fantasy XII. Fue anunciada como la cantante del tema "Kiss Me good Bye" en la Square Enix 2005 Stage Show a finales de julio de 2005, dónde hizo una actuación en directo con ella únicamente en el escenario, apareció cantando y tocando el piano a la vez en el escenario. Angela escribió las letras para las dos versiones de la canción, la japonesa y la inglesa para el lanzamiento internacional del videojuego, sin embargo, Nobuo Uematsu fue el compositor de la canción.

### Época Home
En la segunda mitad de 2005, Angela debutó con su primer sencillo bajo la compañía Sony, llamado "Home" (fue lanzado un día antes de su cumpleaños). A pesar de que el sencillo alcanzó una posición baja en lo que a ventas respecta (#38), estuvo en la lista durante 15 semanas. 
Después de este sencillo no se supo nada más de ella hasta que a finales de noviembre, su siguiente sencillo, "Kokoro no senshi", fuera anunciado para finales de enero. Kokoro no senshi apareció en dos formas: una edición limitada con un DVD exclusivo que contenía el videoclip de "Kokoro no senshi" y la primera aparición de imágenes de Final Fantasy XII (con Angela de fondo cantando "Kiss Me Good Bye"), y la edición normal. Gracias a esta edición especial, el sencillo alcanzó una gran posición en las listas de ventas, el número 13.
Su tercer sencillo, "Kiss Me Good Bye", fue lanzado el 15 de marzo de 2006. Debido a la próxima salida de Final Fantasy XII a la venta, debutó en el número 6 de la lista de ventas de Oricon. Esta posición es más alta que otras canciones principales de Final Fantasy como "Eyes on Me" de Faye Wong, o "Suteki da ne" de Rikki, sin embargo no es más alto que el alcanzado por Koda Kumi con Real Emotion/1000 No Kotoba.
El 1 de mayo de 2006 fue formalmente anunciado que Angela Aki firmó un contrato con Tofu Records en EE. UU. (una firma de Sony que lleva a Estados Unidos cantantes japoneses, sobre todo los que hacen canciones para animes). Su primer sencillo puesto a la venta bajo este sello fue una versión modificada de "Kiss Me Good Bye" el 16 de mayo, en la que se eliminaba la canción "Aoi Kage" por una versión de Eyes On Me. Este lanzamiento se unió además a la actuación de Angela en el concierto PLAY! A Video Game Symphony, el 27 de mayo en Chicago.
A pesar de los rumores de que el álbum de debut de Angela aparecería después de Kiss Me Good Bye, se anunció un cuarto sencillo, This Love. Este reemplazaría el sencillo CRY NO MORE de Nakashima Mika, siendo la tercera canción de cierre del anime Blood+. El sencillo alcanzó la misma posición que su antecesor, el número 6, vendiendo unas 60.000 copias.
Dos semanas después de la puesta a la venta de This Love, apareció el álbum de debut de Angela, Home. La grabación de este álbum terminó el 19 de abril. El álbum alcanzó la segunda posición en la lista de ventas (detrás de Ultrablue de Utada Hikaru), vendiendo 120.000 copias en la primera semana. El álbum vendió tal cantidad de copias, que habría alcanzado el número uno si se hubiera puesto a la venta una o dos semanas antes, al no coincidir con Utada.

### Época Today
En agosto de 2006, JFL anunció la canción que usaría para su quinta campaña, una reedición de la canción de Angela Music, que apareció en el álbum Home, se llamaría Power of Music. La canción era una versión dance, con nueva letra hecha por Angela. En años previos la canción de esta campaña fue de grupos como Def Tech y MISIA. Además una nueva canción, "On & On", fue anunciada en noviembre, sería la canción para el remake de 2006 de la película Inugami-ke no Ichizoku. La canción era de estilo piano rock, diferente al material aparecido en Home.
En diciembre, Angela dio un concierto especial, llamado My Keys, en Budokan. Hacer un concierto en Budokan es uno de sus mayores logros como cantante, y para conmemorar la ocasión, escribió una nueva canción nueva, "Sakura iro", y se grabó el concierto en DVD. Poco después, en New Year's Eve, Angela actuó por primera vez en el concierto Kouhaku Uta Gassen con una versión de solo piano de Home.
Esas cuatro canciones sería las que compusieran su quinto sencillo, Sakura iro. Siendo On & On y Power of MUSIC B-sides, y la versión de piano de Home un bonustrack. Este es su sencillo que ha tenido un mayor éxito comercial, vendiendo más de 100.000 copias. Dos días después de la aparición de Sakura iro, Angela anunció en su blog oficial su reciente segundo matrimonio con el productor musical japonés Hide Sanjougi, doce años mayor que ella.
La primera canción para una serie de televisión de Angela se lanzó en mayo, y fue llamada "Kodoku no Kakera". Se usó para la serie Kodoku no Kake ~Itoshiki Hito yo~. Sin embargo, la serie no tuvo buenos índices de audiencia, y el sencillo tuvo un éxito bastante moderado. A la vez que se promocionaba esta canción, Angela interpretó una canción aparte llamada "Again en Mezamashi Terebi", convirtiéndose en la canción del show.
El 11 de julio de 2007 apareció su séptimo sencillo, たしかに - Tashika ni que fue usado como canción publicitaria de au "LISMO!" CM, y tuvo unas ventas bastantes limitadas.
El 19 de septiembre de 2007 se pone a la venta el segundo álbum de Angela Aki, Today, que alcanzaría el primer puesto en las listas de ventas de Japón, convirtiéndose en el más vendido de la semana, y en el primer número uno para ella.
Tras esto comenzaría la gira: Concert Tour- 2007-2008 "Today", desde el 10 de octubre de 2007 al 30/31 de enero de 2008, cuando terminaría con un doble concierto en Tokio, tras un total de 41 conciertos, el cual sería grabado para ponerlo a la venta el próximo 1 de octubre de 2008. Durante la gira tuvo tiempo para hacer su segundo concierto en el Nippon Budōkan, el 25 de diciembre, y con una temática navideña, y que se estrenaría en televisión el 28 de marzo de 2008. En él cantó una canción nueva, ONE, que dedicó a todos sus fanes.

### Época Answer
Tras la gira comenzaría un período vacacional para Angela en el que no se sabría ninguna noticia acerca de ella, hasta marzo, momento en el cual se conoce que escribirá una canción para el concurso de la cadena de televisión japonesa NHK, Oncon, un concurso en el que coros de estudiantes de grado medio interpretan canciones cedidas por cantantes. La canción se llamaría 手紙 - Tegami (carta) y trataría sobre la quinceañera Angela Aki escribiéndose una carta a su yo adulto.
En abril se conoce otra gran noticia para Angela, un concierto de solo piano en el Osakajo Hall, en Osaka para el 7 de septiembre de 2008, el llamado Naniwa no MY KEYS. Lo importante de este concierto es que sería la primera artista en dar un solo de piano en este recinto y la importancia por ser también la primera cantante proveniente de la Prefectura de Tokushima en hacerlo. Las entradas se ponen a la venta en mayo para los miembros de su club de fanes oficial y en junio para el resto del mundo, vendiendo para finales de julio todas las entradas. Además este concierto tiene una gran promoción en cadenas de radio, televisión y revistas japonesas.
Hasta ese concierto tiene todo un verano por delante lleno de festivales en los que actuará, FM802 [MEET THE WORLD BEAT 2008], Special Live Summer Time in Bonaza, Music Mashroom, ...
Y tras el concierto, el 17 de septiembre de 2008 se ha anunciado que se pondrá a la venta el noveno sencillo de Angela, 手紙 ～拝啓 十五の君へ～ - Tegami ～Haikei Jyugo no kimi e～ (Carta ～Estimado tú a los quince años～), la canción que compuso para el concurso Oncon, y que además sería una de las tres canciones del programa infantil Minna no Uta para los meses de agosto/septiembre, por lo que se hará un video animado de ella. Además, el 1 de octubre se pondrá a la venta el segundo DVD/Blu-Ray Disc de Angela, Angela Aki Concert Tour 2007-2008 "Today".
Posteriormente se anunciaría que Angela haría una versión propia de la canción Knockin' on Heaven's Door de Bob Dylan, para la película japonesa Heaven's Door, que se estrenaría el 7 de febrero de 2009.
El 26 de diciembre de 2008, como viene siendo costumbre, Angela volvió a dar un concierto en el Nippon Budokan, en el cual anunció la fecha de lanzamiento del que sería su tercer álbum de estudio con Sony Music en Japón, Answer, para el 25 de febrero de 2009, tras solo un sencillo, Tegami, y tras lo que comenzaría una gira, el "Angela Aki Concert Tour 2009 Answer", que la tendrá dando conciertos por todo Japón desde abril a septiembre de 2009.
Para promocionar el álbum se usó un directo de la versión de Angela de Knockin' on Heaven's Door, así como un nuevo video para Tegami, subtitulado la "Graduación". El álbum alcanzó el número uno en ventas en su primera semana, convirtiéndose en el segundo álbum de Angela en conseguirlo.

### Época pos-Answer
Pocos días antes de que se pusiera a la venta Answer, se conoció la noticia de que Angela pondría la canción principal al 60.º AsaDora (serie matinal) de la cadena de televisión NHK, "Tsubasa". La canción se llama "Ai no Kisetsu" (Estación del Amor), y el 1 de julio de 2009 se anunció en la web oficial de Angela que sería el próximo sencillo de la cantante, poniéndose a la venta el 16 de septiembre de ese mismo año, un año después de su gran éxito, Tegami. A la vez se pondría a la venta un doble DVD con los conciertos de 2008 dados en el Osakajo Hall y en Budokan.

### Época Life
LIFE es el cuarto álbum de estudio de Angela Aki con Sony Japan, tras HOME, TODAY y ANSWER, y se publicó el 8 de septiembre de 2010. Ha tenido dos singles comerciales, "Ai no Kisetsu" y "Kagayaku Hito". Además de una canción promocional, "Every Woman's Song".
El álbum se compone de 6 canciones en inglés y 7 en japonés haciendo un total de 13 canciones. Fue grabado en Nashville (EE. UU.) en compañía de la cantante y amiga de Angela, Janis Ian, la cual le ayudó a escribir y componer algunas de las canciones del álbum y grabó los coros de algunas otras canciones.
Apareció a la venta en dos versiones, una primera edición limitada con DVD, y la edición normal con solo CD, incluyendo en el DVD un recopilatorio de todos los videos musicales (PV) de los sencillos de Angela Aki, incluyendo el de "Again" que fue sencillo digital.
El álbum debutó en el puesto número 5 de Oricon, vendiendo un total de 25.370 copias en su primera semana y de 52.476 copias en total, siendo éste su álbum menos vendido hasta la fecha.

## Discografía

### Álbumes
| #                      | Información | Ventas                                         |                |                |
| Álbumes indies         | Álbumes indies | Álbumes indies                                 | Álbumes indies | Álbumes indies |
| ---------------------- | --- | ---------------------------------------------- | -------------- | -------------- |
| Primer álbum           | These Words - Puesto a la venta: 4 de enero de 2000 - Puntuación en Servant's Heart Indie Review: 97/100                                                | Sin datos                                      |                |                |
| Segundo álbum          | One - Puesto a la venta: 9 de marzo de 2005 - Posición máxima en la lista semanal HMV's Indies: #3 - Posición máxima en la lista anual HMV's Indies: #1 | Sin datos                                      |                |                |
| Álbumes con Sony Music | |                                                |                |                |
| Primer álbum           | Home - Puesto a la venta: 14 de junio de 2006 - Oricon Top 30 diario: #2 - Oricon Top 200 semanal: #2 - Oricon Top 200 anual: #27.                      | 538.665 copias vendidas (a 24 de mayo de 2007) |                |                |
| Segundo álbum          | Today - Puesto a la venta: 19 de septiembre de 2007 - Oricon Top 30 diario: #1 - Oricon Top 200 semanal: #1                                             | 201,505 (a 21 de diciembre de 2008))           |                |                |
| Tercer álbum           | Answer - Puesto a la venta: 25 de febrero de 2009 - Oricon Top 30 diario: #1 - Oricon Top 200 semanal: #1                                               | 158.127 (a 27 de julio de 2009)                |                |                |
| Cuarto álbum           | Blue - Puesto a la venta: 18 de julio de 2012 - Oricon Top 30 diario: #3 - Oricon Top 200 semanal: #1                                                   | 142.207 (a 1 de octubre de 2012)               |                |                |

### Sencillos
| #                | Información | Ventas                                          |
| ---------------- | --- | ----------------------------------------------- |
| Primer Sencillo  | Home - Puesto a la venta: 14 de septiembre de 2005 - Oricon Top 200 semanal:#38 - Perteneciente a Home | 15.033 copias vendidas                          |
| Segundo Sencillo | 心の戦士 - Kokoro no Senshi (El Guerrero del Corazón) - Puesto a la venta: 18 de enero de 2006 - Oricon Top 200 semanal: #13 - Perteneciente a Home | 36.717 copias vendidas                          |
| Tercer Sencillo  | Kiss Me good Bye - Puesto a la venta: 15 de marzo de 2006 (en japonés) 16 de mayo de 2006 (en inglés)(US Digital) - Oricon Top 200 semanal: #6 - Perteneciente a Home | 68.968 copias vendidas                          |
| Cuarto Sencillo  | This Love - Puesto a la venta: 31 de mayo de 2006 - Oricon Top 200 semanal: #6 - Perteneciente a Home | 62.561 copias vendidas                          |
| Quinto Sencillo  | サクラ色 - Sakura iro (Color Sakura) - Puesto a la venta: 7 de marzo de 2007 - Oricon Top 200 semanal: #8 - Perteneciente a Today | 105.796 copias vendidas (a 8 de junio de 2007)  |
| Sexto Sencillo   | 孤独のカケラ - Kodoku no Kakera (Fragmentos de Soledad) - Puesto a la venta: 23 de mayo de 2007 - Oricon Top 200 semanal: #9 - Perteneciente a Today | 31.534 copias vendidas                          |
| Séptimo Sencillo | たしかに - Tashika ni (Definitivamente) - Puesto a la venta: 11 de julio de 2007 - Oricon Top 200 semanal: #15 - Perteneciente a Today | 11.210 copias vendidas                          |
| Sencillo Digital | Again - Puesto a la venta: 20 de agosto de 2007 - Descarga digital - Sencillo promocional de Today - Perteneciente a Today | -                                               |
| Octavo Sencillo  | 手紙 ～拝啓 十五の君へ～ - Tegami ～Haikei Jyugo no kimi e～ (Carta ～Estimado tú a los quince años～) - Puesto a la venta: 17 de septiembre de 2008 - Oricon Top 200 semanal: #3 - Oricon Top 200 anual 2008: #45 - Billboard Japan Top 100 anual: #25 - Perteneciente a Answer | 220,484 copias vendidas (a 27 de julio de 2009) |
| Sencillo Digital | Knockin' On Heaven's Door - Puesto a la venta: 4 de febrero de 2009 - Descarga digital - Sencillo promocional de Answer - Perteneciente a Answer | -                                               |
| Noveno Sencillo  | 愛の季節 - Ai no kisetsu (Estación del amor) - Puesto a la venta: 16 de septiembre de 2009 - Oricon Top 200 semanal: N/A - Perteneciente a Futuro cuarto álbum de estudio de Angela Aki                                                                                          | N/A                                             |

### DVD/discos Blu-Ray
| #                        | Información | Ventas    |
| ------------------------ | --- | --------- |
| Primer DVD/Blu-ray Disc  | Angela Aki MY KEYS 2006 in Budokan - Puesto a la venta (DVD): 21 de marzo de 2007 - Puesto a la venta (Blu-ray Disc): 20 de junio de 2007 - Grabado: 26 de diciembre de 2006 en el Nippon Budōkan                                                                             | Sin datos |
| Segundo DVD/Blu-ray Disc | Angela Aki Concert Tour 2007-2008 "Today" - Puesto a la venta: 1 de octubre de 2008 - Grabado: 31 de enero de 2008 | Sin datos |
| Tercer DVD               | Piano Hikigatari Live: Naniwa no MY KEYS in Osakajo Hall & MY KEYS 2008 in Budokan - Puesto a la venta: 16 de septiembre de 2009 - Incluye dos DVD con dos conciertos - Grabado: 7 de septiembre de 2008 en el Osakajo Hall y el 26 de diciembre de 2008 en el Nippon Budōkan | N/A       |